# Taylor Momsen
Taylor Michel Momsen Leiphton (Saint Louis, 26 de juliol de 1993) és una cantant, actriu i model estatunidenca. Actualment resideix a Los Angeles, Califòrnia, i és coneguda per interpretar la rebel adolescent Jenny Humphrey a Gossip Girl.
És la vocalista principal del grup de rock alternatiu i hard rock, The Pretty Reckless.

## Filmografia
| Any       | Títol              | Paper            | Notes                                                          |
| --------- | ------------------ | ---------------- | -------------------------------------------------------------- |
| 1999      | The Prophet's Game | Honey Bee Swan   |                                                                |
| 2000      | The Grinch         | Cindy Lou Who    | Nominada- Saturn Award for best performance by a Younger actor |
| 2002      | We Were Soldiers   | Julie Moore      |                                                                |
| 2002      | Hansel i Gretel    | Gretel           |                                                                |
| 2002      | Spy Kids 2         | Alexandra        |                                                                |
| 2006      | Saving Shiloh      | Samantha Wallace |                                                                |
| 2007      | Paranoid Park      | Jennifer         |                                                                |
| 2007      | Underdog           | Molly            |                                                                |
| 2007-2012 | Gossip Girl        | Jenny Humphrey   | Temporades 1-4                                                 |
| 2008      | Spy School         | Madison Kramer   |                                                                |